# Мессинг, Хрвое
Хрвое Мессинг (хорв. Hrvoje Messing; 26 июля 1940 — 10 января 2012) — хорватский шахматист, международный мастер (1972).
В составе сборной Югославии победитель 4-го Кубка Митропы (1979) в г. Берне (играл на запасной доске и набрал 3,5 очка из 5).
Участник турниров Белишче Опен 2009 и Загреб Опен 2010.

## Спортивные достижения
| Год | Город | Турнир | + | − | = | Результат | Место |
| --- | ----- | ------ | - | - | - | --------- | ----- |
|     |       |        |   |   |   | из        |       |

## Изменения рейтинга
| Графики недоступны из-за технических проблем. См. информацию на Фабрикаторе и на mediawiki.org. |